# Ray Ellin
Pour les articles homonymes, voir Fallon.
Ray Ellin est un humoriste, animateur, producteur, scénariste et réalisateur américain.

## Carrière
Ray Ellin produit son spectacle dans de grandes salles américaines. Il présente et écrit pour les émissions télévisées The Movie Loft, Premium TV, New York Now et BrainFuel TV. Il anime également le talk-show révolutionnaire sur Internet, LateNet avec Ray Ellin. De nombreuses célébrités sont invitées dans cette émission, notamment Chevy Chase, Leonard Nimoy, Jeff Garlin, Hank Azaria, Charles Grodin, Richard Belzer, Susie Essman, Artie Lange, Amy Sedaris, Richard Kind, Paul Shaffer, Oksana Baiul et Fran Drescher.

## Filmographie

### Acteur
- 2000 : Killing Cinderella : Charlie
- 2008 : Recession Heaven : Ben mort
- 2009 : Yellow : El Cigarillo
- 2009 : Comics
- 2010 : The Face : l'homme fou
- 2011 : Retardian Angel : Christian
- 2011 : The Try-Out : le journaliste du club
- 2011 : Felix the Painter : l'homme avec un cigar
- 2013 : AMEX GCA Leadership Academy : le patron
- 2020 : Felix's Rhapsody : l'homme avec un cigar

### Producteur
- 2006 : The Latin Legends of Comedy
- 2009 : Yellow
- 2010 : The Face
- 2011 : The Try-Out
- 2011 : Felix the Painter
- 2018-2019 : This Week at the Comedy Cellar : 9 épisodes
- 2020 : Felix's Rhapsody